# Eric Fogel
Eric Fogel (nacido el 11 de mayo de 1969) es un director, escritor, animador, productor y actor de doblaje estadounidense, más conocido como el creador de Celebrity Deathmatch. También creó programas de culto The Head, Starveillance y Glenn Martin, DDS. Fogel también dirigió varios episodios de Daria.

## Primeros años
Fogel se graduó en la Escuela de Artes Tisch de la Universidad de Nueva York en 1991 con una licenciatura en Cine y Televisión. Durante su estancia allí creó su primera película animada, titulada Mutilator: Hero of the Wasteland, una película que un profesor citó como «inapropiada debido a su contenido violento». Mutilator ganaría el Premio a la Excelencia en Animación de la Universidad de Nueva York y se convirtió en un favorito de culto del Festival de Animación Sick and Twisted de Spike y Mike. Fogel continuó produciendo cortos animados, incluida una secuela de su corto Mutilator. Pronto su carrete llegó al escritorio de un ejecutivo de MTV Animation, lo que le consiguió un trabajo en el estudio. Donde, mientras trabajaba en su primera serie; The Head, también dirigió episodios de Cartoon Sushi (que contó con el piloto original de Celebrity Deathmatch) y Daria.

## Carrera

### The Head
En 1994, a la edad de veinticuatro años, Fogel creó su primera serie animada para MTV. The Head era una serie sobre un extraterrestre alegre llamado Roy, que sobrevivió en la Tierra viviendo dentro de la cabeza de un hombre común llamado Jim. El programa, que mezclaba acción de ciencia ficción y comedia, duró dos temporadas antes de ser cancelado por MTV.
En 1996, el mismo año en que se canceló la serie; Pocket Books/Simon & Schuster publicó una novela gráfica basada en la serie titulada The Head: A Legend Is Born. La novela gráfica se basó en un guion de la serie que nunca fue animado. Fogel y Gordon Barnett escribieron la novela.

### Celebrity Deathmatch
La siguiente serie de Fogel se realizó en animación stop-motion. Las versiones de arcilla de las celebridades se enfrentan en un ring y proceden a golpearse hasta destrozarse unas a otras. Celebrity Deathmatch se estrenó en 1998 durante el medio tiempo del Super Bowl y resultó ser el especial de mayor audiencia en la historia de MTV. Fogel dirigió todos los episodios de 1998 a 2002, además de dar voz a algunos personajes, y el programa se volvió lo suficientemente popular como para que Fogel fuera nombrado una de las personas más creativas de la industria de la televisión por Entertainment Weekly. Cuatro temporadas y casi cien episodios después, era conocido en todo el mundo y se mantuvo como uno de los programas de mayor audiencia de MTV. La mayoría de los proyectos de Fogel han sido en plastilina desde entonces.
En 1999, se lanzó una banda sonora de Celebrity Deathmatch, el sencillo "Astonishing Panorama of the Endtimes" de Marilyn Manson tenía un video dirigido por Fogel al estilo del programa. Aunque no hay lucha libre, los dos presentadores de Celebrity Deathmatch presentan a Manson y toda su banda aparece retratada en arcilla interpretando la canción.
En 2006, MTV2 revivió Celebrity Deathmatch, pero Fogel decidió no involucrarse en el programa para poder trabajar en su nuevo programa Starveillance. A pesar de ser reemplazado por Jack Fletcher y Dave 'Canadian' Thomas, Fogel todavía estaba acreditado como el creador y coproductor ejecutivo del programa.

### Starveillance
Fogel creó una nueva serie de animación con plastilina llamada Starveillance que parodia varias situaciones de celebridades a través de animación con plastilina y debutó el 5 de enero de 2007 en E! Sin embargo, E! decidió cancelar la serie después de una temporada debido a los bajos ratings. La productora de Fogel, Fogelmania Productions y Cuppa Coffee Studios, produjeron el programa.

## Proyectos posteriores
De 2004 a 2006, Fogel dirigió varias películas basadas en muñecas Mattel: My Scene: Jammin' in Jamaica, My Scene Goes Hollywood: The Movie y Los Diarios de Barbie.
En 2008, Fogel comenzó a producir una serie de cortos de dos a tres minutos llamada Anton & Crapbag para MTV2 que comenzó a transmitirse en abril de ese año. La serie se produjo utilizando títeres y bocas animadas en 2D. La serie gira en torno a dos vagos que intentan varias acrobacias al estilo Jackass que inevitablemente terminan en un desastre. Fogel ha subido la mayoría de los cortos a su canal de YouTube.
La última serie de Fogel; Glenn Martin, DDS, que cocreó con Alex Berger y Michael Eisner se estrenó en Nick at Nite en Estados Unidos y Citytv en Canadá en 2009. El programa duró dos temporadas y finalizó en 2011. La serie siguió las aventuras de Glenn Martin, un médico de carreteras, y su familia. El programa generó cierta controversia debido a su contenido inapropiado (referencias sexuales) y horario, que se emitió después de Bob Esponja. La serie fue producida por Cuppa Coffee Studios y la división de animación de The Tornante Company, Tornante Animation y distribuida por Rogers Communications.
En 2013, Fogel inició una campaña en Kickstarter para recaudar fondos para su nuevo cortometraje llamado Havoc, basado libremente en su cortometraje, Mutilator. El corto trata sobre un guerrero solitario que se enfrenta a mutantes en un entorno posapocalíptico. Si bien la financiación para el corto no tuvo éxito, Fogel luego aludió en su Twitter que todavía tenía planes de producir el corto, diciendo: «¡El caos seguirá vivo!» En 2015, Fogel subió una animación del corto a su canal de YouTube. Fogel también fue productor ejecutivo del piloto de Team Smithereen, que se estrenó en 2013.
De 2014 a 2015, Fogel dirigió 9 episodios de la serie de Nickelodeon Wallykazam!.
También en 2015, MTV2 ordenó otro revival de Deathmatch. Con Fogel, Paul Ricci y Chris McCarthy detrás del proyecto. La serie revivida sería reimaginada para un mundo de redes sociales y guerras de Twitter cada hora, pero luego fue descartada en diciembre de 2016 debido a que MTV no ordenó un piloto para la serie. En 2018, MTV anunció que se emitiría otro revival del programa en 2019 con Ice Cube como coproductor ejecutivo y presentador. A pesar de eso, nunca surgió nada oficial y se especula que fue cancelado.
En 2017, Eric comenzó a trabajar en La próxima gran aventura de Archibald. Basado en el libro infantil de Tony Hale, el programa fue producido por DreamWorks Animation, donde estuvo al aire durante dos temporadas.

## Filmografía
| Año       | Título                                                  | Papel            | Notas                                                                  |
| --------- | ------------------------------------------------------- | ---------------- | ---------------------------------------------------------------------- |
| 1991      | Mutilator: Hero of the Wasteland                        |                  | Director, guionista, animador (cortometraje)                           |
| 1992      | Mutilator: Hero of the Wasteland Episode II: Underworld |                  | Director, guionista, animador (cortometraje)                           |
| 1994      | The Head                                                | Varios, él mismo | Creator, director, guionista, supervisor creativo                      |
| 1997-1998 | Cartoon Sushi                                           |                  | Director, guionista, coproductor ejecutivo (2 episodios)               |
| 1997-1998 | Daria                                                   |                  | Director (9 episodios)                                                 |
| 1998-2002 | Celebrity Deathmatch                                    | Varios           | Creator, director, guionista, productor ejecutivo, supervisor creativo |
| 1998      | General Chaos: Uncensored Animation                     |                  | Director                                                               |
| 2000      | Clayton                                                 |                  | Director, guionista                                                    |
| 2004      | Jammin' in Jamaica                                      |                  | Director (cortometraje)                                                |
| 2005      | My Scene Goes Hollywood: The Movie                      |                  | Director                                                               |
| 2006      | Los Diarios de Barbie                                   |                  | Director                                                               |
| 2006      | Starveillance                                           |                  | Creator, director, guionista, productor ejecutivo                      |
| 2009-2011 | Glenn Martin, DDS                                       | Varios           | Cocreador, guionista, diseñador de personajes                          |
| 2010      | Corpus                                                  |                  | Agradecimiento especial (documental)                                   |
| 2013      | Team Smithereen                                         |                  | Productor ejecutivo                                                    |
| 2014-2015 | Wallykazam!                                             |                  | Director (9 episodios)                                                 |
| 2016-2017 | Descendants: Wicked World                               |                  | Director (15 episodios)                                                |
| 2017-2021 | La próxima gran aventura de Archibald                   |                  | Director, guionista, productor ejecutivo                               |
| 2024      | Megamind vs. the Doom Syndicate                         |                  | Director, productor ejecutivo                                          |
| 2024      | Megamind Rules                                          |                  | Productor ejecutivo                                                    |
| TBA       | Havoc                                                   |                  | Director, guionista, animador (cortometraje)                           |